# Martin Schmitt
Martin Schmitt (nascido em 29 de janeiro de 1978, em Villingen-Schwenningen) é um saltador de esqui da Alemanha. Compete desde 1997, sendo considerado um dos mais exitosos saltadores de esqui de seu país.
Em 2010 conquistou a medalha de prata na pista longa por equipes durante os Jogos Olímpicos de Vancouver.